# Amable de Courtais
Le vicomte Amable Gaspard Henri de Courtais (ou Aimable), né le 10 janvier 1790 à Montluçon et mort le 10 juin 1877  à Doyet, est une personnalité de la Deuxième République et du département de l’Allier.

## Biographie
Il appartenait à une famille bourbonnaise installée à Doyet depuis plusieurs générations, par le mariage de Gilbert de Courtais avec Isabeau de La Souche, héritière du fief et du château de la Souche. La famille possédait aussi à Doyet le château de la Chassignole.
Il entre à l'École militaire de Fontainebleau le 26 avril 1807 et est nommé sous-lieutenant au 7e régiment de Dragons le 24 juillet 1809. Il participe aux dernières campagnes de l’Empire et reçoit la légion d'honneur en 1813. Il sert dans l’armée de la Restauration d'abord dans les hussards de la Garde Royale et fait chevalier de l'ordre militaire de Saint Louis en 1816, puis major au 5e régiment de hussards à partir de 1821, avant de prendre sa retraite comme chef d'escadron de cavalerie le 29 juillet 1827. Député sous la monarchie de Juillet (élu en 1842 et 1846), il siège parmi les républicains radicaux. Il est nommé général, commandant de la Garde nationale après la Révolution française de 1848.
Il est élu député à l’Assemblée nationale constituante en avril 1848. Son indécision face aux manifestants parisiens du 15 mai 1848, lui vaut d'être mis en accusation, démis de ses fonctions (le 26 mai), arrêté, et traduit devant la Haute Cour de Bourges pendant l'hiver 1849. Il est finalement acquitté et reprend son siège à l’Assemblée. Il se retire ensuite à Montfermeil (propriété à l’angle de la rue de Gagny et la rue Victor Hugo). En 1871, il est élu conseiller général de l’Allier et devient président du conseil général. Il meurt le 10 juin 1877 à la Chassignole, à Doyet (Allier).
Le principal boulevard de Montluçon, qui ceinture la vieille ville à l'ouest, au sud et à l'est, porte son nom. Un boulevard l'honore également à Moulins. Un monument rappelle son souvenir à Doyet, placé dans l'enceinte du vieux cimetière où se trouve également son mausolée, à côté de la place de l'église.

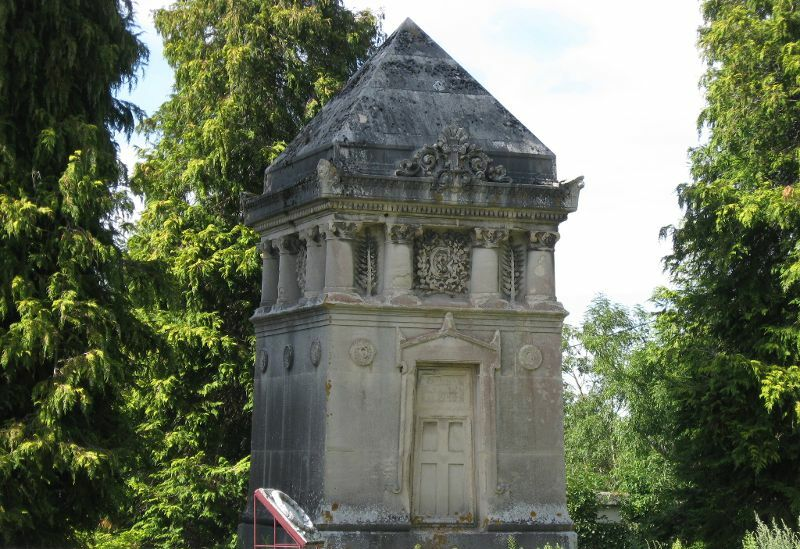

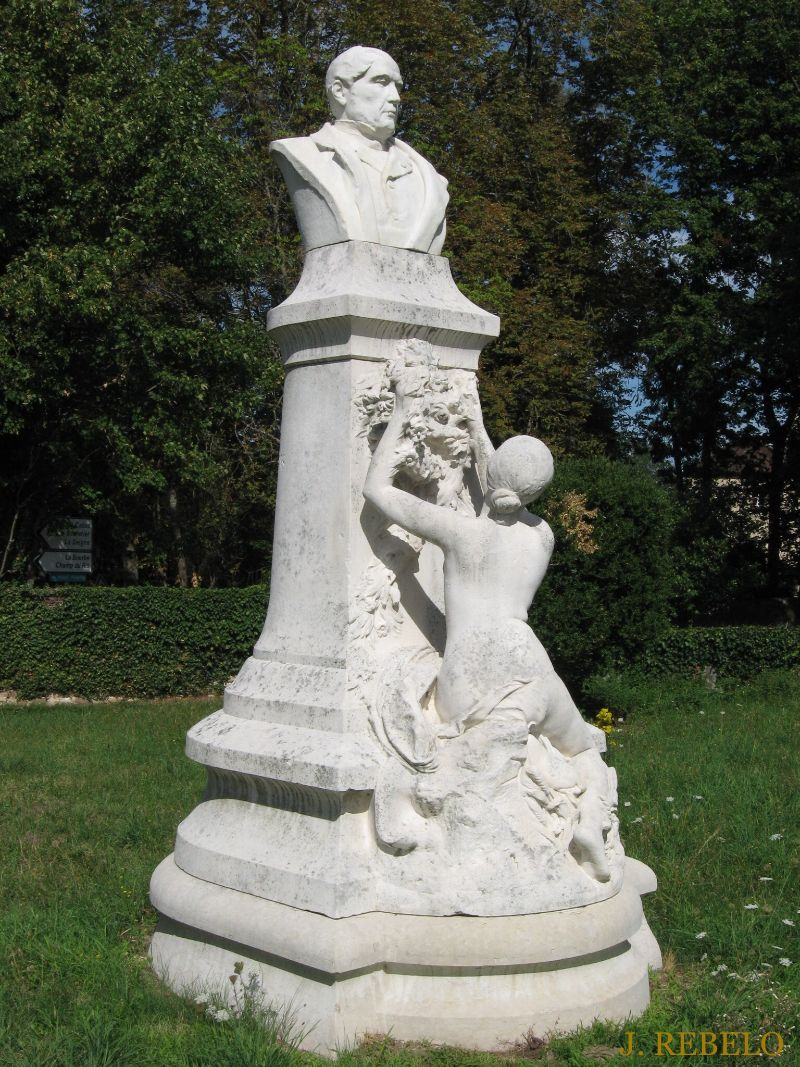

## En savoir plus